# Lena (flod)
 For alternative betydninger, se Lena. (Se også artikler, som begynder med Lena)
Lena (russisk: Лена, tr. Lena; jakutisk: Өлүөнэ, tr. Ölüöne; nordjukagirsk: Jojl-enuŋ; burjatisk: Зүлхэ, tr. Zülhe) er en flod i Sibirien, Republikken Sakha og Irkutsk oblast, i Rusland, der med sine 4.294 km (Statens Vandregister) er verdens 10. længste. Den store sovjetiske encyklopædis 3. oplag opgiver at floden er 4.400 km lang. Floden har sit løb inden for permafrostområdet. Lena udspringer 7 km vest for Bajkalsøen, og udmunder i et 200 km bredt, 30.000 km² stort, delta med 46 arme i Laptevhavet. Floden er tilfrossen 6 til 7 måneder om året.

## Ekstern henvisning
- Wikimedia Commons har flere filer relateret til Lena (flod)

53°56′08″N 108°05′31″Ø / 53.9356°N 108.0919°Ø